# Luiz Inácio Lula da Silva

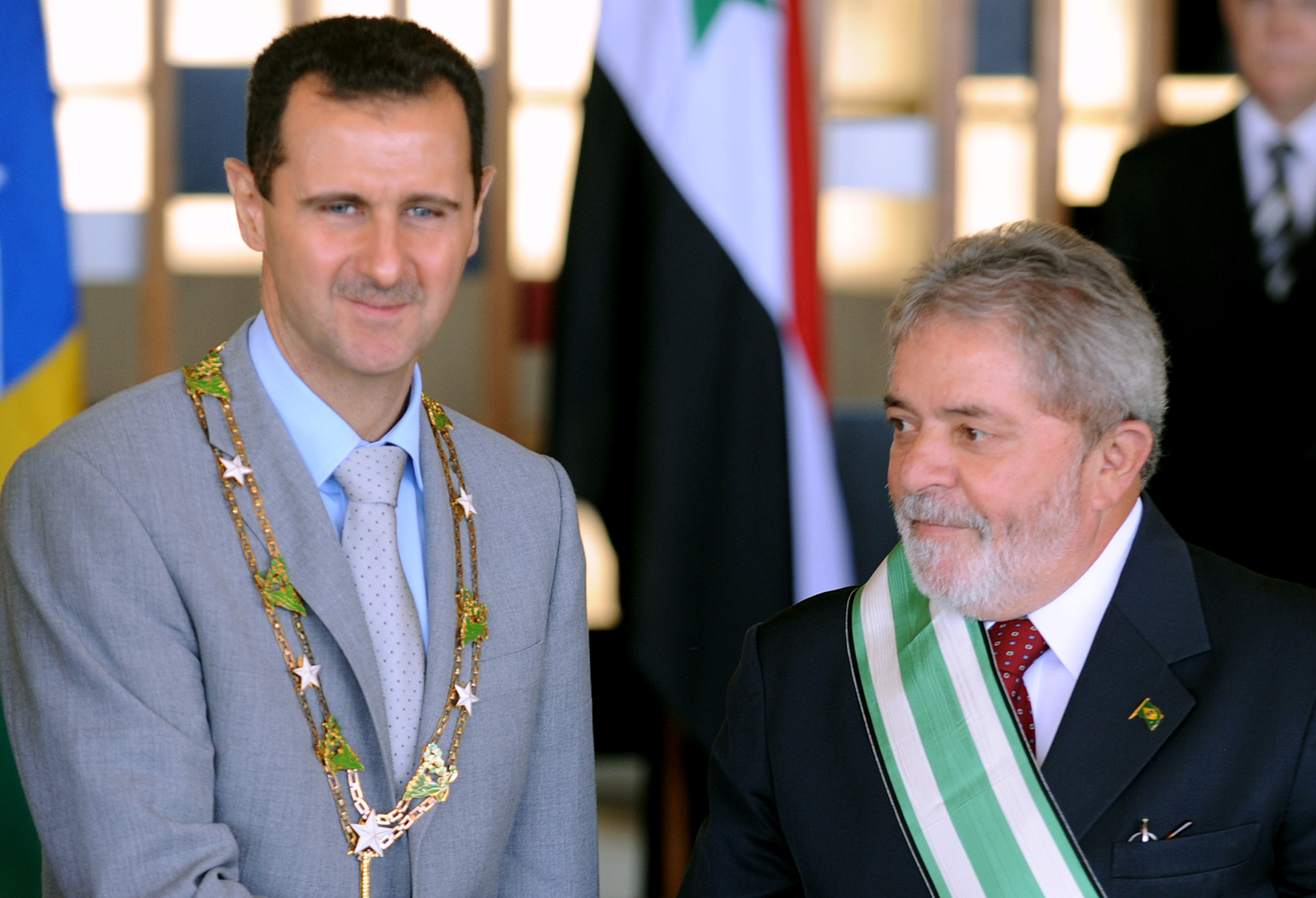
President Lula da Silva och Syriens dåvarande president Bashar al-Assad 30 juni 2010.

Luiz Inácio Lula da Silva (brasiliansk portugisiska: [luˈiz iˈnasju ˈlulɐ dɐ ˈsiwvɐ] ( lyssna); känd som Lula mononymt), född 27 oktober 1945 i Caetés i Brasilien, är en brasiliansk politiker och tidigare metallarbetare. Han är Brasiliens president sedan den 1 januari 2023. Silva var dessförinnan president 2003–2010.
Den 12 juli 2017 dömdes da Silva till 9,5 års fängelse för korruption. Överklagandet avslogs och istället höjdes straffet till 12 år och 11 månaders fängelse. 2019 förklarades rättegången olaglig och Lula släpptes fri.
I maj 2021 tillkännagav Lula att han kommer att kandidera för en tredje mandatperiod i presidentvalet 2022, mot den sittande presidenten Jair Bolsonaro.
Han vann presidentvalet den 30 oktober 2022 med 50,9 procent av rösterna mot 49,1 procent för Bolsonaro. Han är den första personen som blivit demokratiskt vald till Brasiliens president tre gånger. Vid 77 års ålder är han den äldsta personen att tillträda som president i Brasilien.

## Biografi

### Uppväxt och tidig karriär
Luiz da Silva föddes i en liten by i den fattiga delstaten Pernambuco i nordöstra delen av landet, men han växte upp i staden Santos i delstaten São Paulo, där det fanns fler jobb. Han lärde sig läsa vid tio års ålder och slutade skolan efter andra klass för att arbeta som skoputsare och på lager.
Vid 19 års ålder förlorade da Silva ett finger i en arbetsolycka i en bildelsfabrik och nekades adekvat vård för skadan. Ungefär vid samma tid anslöt han sig till fackföreningsrörelsen och blev vald till flera viktiga förtroendeposter. Fackföreningsrörelsen mötte starkt motstånd under den högerinriktade diktaturen i Brasilien under samma period och hans åsikter blev alltmer radikala.

### Politisk karriär
På 1970-talet hjälpte Lula da Silva till att organisera fackföreningsaktiviteter bland annat flera större strejker. Han blev arresterad och satt i fängelse i en månad, men släpptes efter protester. Båda sidorna var missnöjda över utgången av strejkerna och 1980 skapades Partido dos Trabalhadores (Arbetarpartiet, förkortat PT) för att hjälpa arbetare. År 1982 lade han till smknamnet Lula i sitt namn. År 1986 blev da Silva invald till brasilianska parlamentet med ett rekordstort antal röster. PT hjälpte till att skriva landets konstitution efter diktaturen och försäkrade starka konstitutionella rättigheter för att skydda arbetarnas rättigheter men misslyckades med försöken att ordna en jordreform. 
År 1989 blev Lula da Silva PT:s ordförandekandidat. Han visade sig få en bred popularitet i hela det brasilianska samhället, men fruktades av företag och finansiella intressen och förlorade valet.
Lula da Silva försökte även bli vald i de följande valen. Inför sin kampanj 2002 ändrade han sin informella klädstil och sitt vallöfte om att inte återbetala Brasiliens statsskulder. Det senare var oerhört oroande för amerikanska ekonomer, företagare och banker, som fruktade att ett brasilianskt beslut, tillsammans med ett liknande, pågående beslut i Argentina skulle skapa en vågeffekt genom hela världsekonomin. I andra omgången av presidentvalet den 27 oktober 2002 besegrade da Silvia motståndaren José Serra från Partido da Social Democracia Brasileira (Brasilianska socialdemokraterna eller PSDB) och blev Brasiliens president. Trots en rad skandaler blev han sedan återvald den 31 oktober 2006.

### Tiden som president
Lula var Brasiliens president i två mandatperioder, från 1 januari 2003 till 1 januari 2011.
Efter att ha tillträtt försökte Lula förbättra ekonomin, anta sociala reformer och få slut på korruptionen i regeringen. Vid slutet av hans första mandatperiod växte ekonomin och fattigdomen i Brasiliens hade minskat avsevärt. Men Lula kritiserades för att inte ha gjort tillräckligt för att minska brottsligheten eller förbättra kvaliteten på offentliga utbildningar. Under 2005 ifrågasattes också Lulas löfte att bekämpa regeringskorruption, när medlemmar av hans parti anklagades för mutor och olaglig kampanjfinansiering.
Både den brasilianska ekonomin och Lulas popularitet fortsatte att växa under hans andra mandatperiod. Eftersom konstitutionen stoppade Lula från att kandidera för en tredje mandatperiod i rad, handplockade han sin stabschef, Dilma Rousseff, som sin efterträdare. Rousseff var Brasiliens president från 2011 till 2016, då hon avsattes av Brasiliens förbundssenat på grund av korruptionsanklagelser.
Som president spelade Lula en framträdande roll i internationella frågor inklusive aktiviteter relaterade till Irans kärnkraftsprogram och klimatförändringar, och har beskrivits som "en man med djärva ambitioner att förändra maktbalansen mellan nationer". När han slutade som president var han en av de mest populära politikerna i brasiliens historia. Barack Obama kallade honom vid G20-mötet i London 2009  för "den mest populära presidenten i världen". Han har lovat att som president att åtgärda klimatproblemen och stoppa skövlingen av Amazonas
Lula har gett upphov till begreppet "Lulism".

## Korruptionsskandaler
År 2017 anklagades Lula da Silva för tio korruptionsbrott och 44 penningtvättsbrott. Den 12 juli 2017 dömdes Lula till 9,5 års fängelse för korruption. Detta för att han, enligt domen, tagit emot stora belopp i mutor av en byggfirma samt "tvättat" dessa pengar. Den 24 januari 2018 tog en domstol i Porto Alegre i södra Brasilien ett beslut om domen, som överklagats av Lula. Inför rättegången anordnade supportrar till Arbetarpartiet demonstrationer för honom, medan aktivister på högerkanten anordnade egna demonstrerade, mot Lula.
Överklagandet avslogs och straffet höjdes till 12 års fängelse. Den 6 februari 2019 dömdes da Silva av domare Gabriela Hardt till 12 års och 11 månaders fängelse för brott av passiv korruption och penningtvätt i processen att erhålla olämpliga förmåner genom renoveringar av ett hus i Atibaia och betalades av entreprenörerna Odebrecht, OAS och Schahin i gengäld för att ingå överprissatta kontrakt med Petrobras.
Den 8 april 2018 överlämnade sig da Silva till polisen. Han överfördes därefter till fängelset i Curitiba där han enligt domen skulle påbörja avtjänandet av det tolvåriga fängelsestraffet. 
Den 8 november 2019 förklarades rättegången olaglig och Lula släpptes fri. Brasiliens högsta domstol slog fast att domaren i målet, Sergio Moro som senare blev justitieminister i Jair Bolsonaros regering, var partisk.